# NILLMIJ
De NILLMIJ, afkorting van de Nederlandsch-Indische Levensverzekering- en Lijfrente-Maatschappij, was een verzekeringsmaatschappij in Nederlands-Indië en had nevenvestigingen in Nederland. Na de nationalisatie van Nederlandse bedrijven in Indonesië was ze alleen nog actief in Nederland. De Indonesische vestigingen gingen verder onder de naam PT Asuransi Jiwasraya. 

## Geschiedenis
Het bedrijf werd opgericht in 1859, door Carel Wiggers van Kerchem, de latere president-directeur van de Javasche Bank. Vanaf 1932 werd de naam N.V. Levensverzekering Maatschappij Nillmij van 1859.
Zijn succes in Nederlands-Indië had het in eerste instantie te danken aan de verwevenheid met het bestuur aldaar, dat voor deze maatschappij propaganda maakte en zelfs de premies voor haar incasseerde. Aan deze monopoliesituatie kwam in 1883 een eind, toen ook andere verzekeraars in de kolonie werden toegelaten. In 1939 nam de Nillmij de N.V. Javasche Hypotheekbank over.
In 1952 werden de Nederlandse activiteiten uitgebreid door een fusie met de Levensverzekering Maatschappij Arnhem. Het bedrijf ging voort onder de naam Nillmij en Arnhem en kwam onder leiding te staan van de wiskundige Johannes Engelfriet, die als een van de eersten het initiatief nam tot de invoering van computers. In 1956 werd de computerproducent Electrologica opgericht als dochteronderneming van de Nillmij. In 1966 werd deze verkocht aan Philips. In 1969 fuseerde de Nillmij met een andere verzekeringsmaatschappij, de Eerste Nederlandsche/Nieuwe Eerste Nederlandsche (EN/NEN), en werd de naam Ennia (Eerste Nederlandsche Nillmij Assurantiën). In 1983 ging Ennia, na een fusie met Ago, op in AEGON (ook weer een samenstelling van de beginletters van de fusiepartners).
De oorsprong van het huidige Landal Greenparks ligt bij Nillmij. Het bedrijf kocht in 1954 vakantiepark Rabbit Hill aan voor zijn werknemers. Het park bleek te groot voor het eigen personeel, daarom werden er ook  vakantiehuisjes aan derden verhuurd. Dat bleef economisch waardevol, daarom werden er meer parken in Nederland aangekocht en gebouwd.
De Nillmij bouwde architectonisch interessante kantoorgebouwen voor haar vestigingen in Nederlands-Indië. Die in Jakarta, Semarang en Bandung waren in 2009 nog in goede staat aanwezig.

## Kantoorvestigingen
- Batavia, Noordwijk/Gang Thibault (hoofdkantoor)
- Soerabaja, Willemskade/Gang Fraser
- Semarang, Heerenstraat/Kerkstraat
- Bandoeng, Aloen-Aloen/Oude Kerkhofweg
- Medan, Soekamoelia/Voorstraat
- Den Haag, Paleisstraat 9 (hoofdkantoor in 1959)
- Den Haag, Oranjestraat 13
- Den Haag, Plaats 29, 31 en 31a
- Den Haag, Stadhoudersplantsoen 214 (hoofdkantoor vanaf 8 september 1961)
- Amsterdam, Weteringschans 24
- Arnhem, Velperplein
- Groningen, Zuiderpark 1
- Haarlem, Kenaupark 21
- Rotterdam, Eendrachtsweg 59
- Utrecht, Wilhelminapark 28